# Ивица Видовић
Ивица Видовић (Београд, 10. мај 1939 — Загреб, 18. април 2011) био је хрватски глумац. Био је супруг глумице Гордане Гаџић.

## Биографија
На Казалишној академији у Загребу дипломирао је 1963. године након чега почиње да ради у Хрватском народном казалишту (ХНК), а кроз каријеру је био члан и других позоришних кућа (Драмско казалиште Гавела, Театар ИТД, честе сарадње са ХНК у Сплиту...). Посебно се истицао у модерном репертоару (Хандке, Шафер, Стопард, Кундера, Јелачић, Бужимски, Гавран). Године 1998. оснива Театар Ругантино.
Наступао је у многим представама, од којих су неке антологијске те су својим квалитативним дометима мењале слику хрватског казалишта. Међу многобројним његовим улогама тешко је не присетити се оних које је остварио у Театру ИТД, у представама попут „Каспара Хаусера“ или „Розенканц и Гуилдестерн су мртви“ и „Травестија“, „Јакуеса Фаталиста и његовог слуге“ или „Ноћи богова“ и „Господара сјена“... Значајне улоге је Видовић одиграо и на позорници сплитскога Хрватског народног казалишта: „Човик, звир и крипост“ или „Дундо Мароје“, „Албатрос“ или пак „Свечана вечера у погребном предузећу“, само су неке од представа које се не смеју заобићи из Видовићевог опуса.
У Казалишту „Гавела“ је Ивица Видовић први пут заиграо у „Јазавцу пред судом“ која је премијерно изведена 1966, и од тада у позоришту у Франкопанској наступа у великом броју наслова, незаобилазних у осврту на историју тога театра. Споменимо „Јавно око“, „Дјецу сунца“, „Ревизора“, „Зид, језеро“, те „Рибарске свађе“ и „Волпоне илити лисац“, као и „Гараже“, „Трг хероја“,"Четврта сестра“...
Са својим је "Театром Ругантино" и представама као што су „Ај, Kармела“ или „Старци“ и „Антигона у Њујорку“ посетио многа места у којима је позориште редак гост, представљајући театарску уметност и изван „позоришних градова“.
Ивица Видовић једнако је предано у позоришту интерпретирао „главне ликове“ и оне које називамо „спореднима“, иако нам се та лица, неретко управо због оних који их играју, понекад усецају у памћење снажније од „главних“, и за многе је од тих улога вишеструко награђиван.
Осим на позоришним даскама, Ивица Видовић је и на филму остварио низ великих остварења. Као један је од најистакнутијих и најзанимљивијих филмских глумаца који су се појавили у касним шездесетим континуирано је наступао на филму сарађујући успешно с редитељима и старије и млађе генерације. У југославенски филм уноси нови тип интровертнога, у бити дезилузионираног савременога урбаног јунака (односно антијунака), збуњене, несналажљиве ликове, маргиналце и губитнике... Ивица Видовић успео их је сугестивном интерпретацијом учинити привлачним, блиским и запамтљивим својим младоликим изгледом, помало спорих, „меланхолично-снених реаговања“. Особито сугестивно тумачи збуњене, у приказаним животним и посебно политичким околностима, несналажљив особе.
Током скоро 50 година остварио је низ значајних филмских остварења... Идеал борца НОБ-е у "Заседи" (1969), „бекетовског“ јунака у ишчекивању у филму "Иду дани" (1970), приградског маргиналца (за шта је награђен Сребрном ареном у Пули за улогу Глисте у филму Кужиш стари мој) (1973), интелектуалца психичким терором примораног на колаборацију у "Пријеком суду" (1978), те усамљене интелектуалце у "Ритму злочина" (1981) и "Човјеку који је волио спроводе" (1989). Посебност у његову филмском опусу представља лик (са црнохуморним карактеристикама) совјетског клизачког шампиона у филму "Мистерије организма" (1971). Награђен је и Златном ареном у Пули (2002) за епизодну улогу (Блаж) у филму Фине мртве дјевојке.
У контекст створеног типа потпуно се уклапа један од његових најпопуларнијих ликова - Сервантес. Особењак и аутсајдерски песник Сервантес, симбол изглобљених душа из ТВ-серије "Наше мало мисто" и филма "Сервантес из нашег малог миста". Ове улоге су му донеле огромну популарност, као и касније насловни лик у тв-серији "Инспектор Винко".
Остале важније улоге: "Кад чујеш звона", "Лисице", "С друге стране", "У гори расте зелен бор", "Избавитељ", "Успорено кретање", "Орао"...
Последњих година Ивица Видовић доказује свој глумачки виталитет радећи ис млађим редитељима, окруњујући квалитет и константност својих интерпретација новим наградама.
Преминуо је 18.4.2011. у 72. години у Загребу. По својој жељи сахрањен је у Комижи.

## Награде
2009 - Дани филма у Мостару - Награда за животно дело
2005 - Награда „Фабијан Шоваговић“
2005 - Награда Града Загреба за ванредне глумачке интерпретације којима је трајно означио и значајно допринео развоју и квалитету хрватског казалишта, филмској и телевизијској уметности.
2003 - Награда Дубравко Дујшин за улогу у представи „Трг хероја“
2002 - Златна арена за епизодну улогу
1996 - Одлуком председника Републике Хрватске Ивица Видовић одликован је редом данице Хрватске с ликом Марка Марулића
1973 - Сребрна арена за главну мушку улогу
Вишеструки добитник награде Златни венац на МЕС у Сарајеву
Вишеструки добитник награда на Данима сатире
Вишеструки добитник награда на Фестивалу глумачких остварења „Филмским сусрети“ у Нишу

## Улоге
| Год.       | Назив                             | Улога                        |
| ---------- | --------------------------------- | ---------------------------- |
| 1962.      | Рана јесен                        | Пепи, средњошколац           |
| 1964.      | Прометеј с отока Вишевице         |                              |
| 1965.      | Сретан случај                     |                              |
| 1968.      |                                   |                              |
| 1969.      | Америчка јахта у Сплитској луци   | Конте Кеко                   |
| 1969.      | Заседа                            | Иве Врана                    |
| 1969.      | Кад чујеш звона                   | Мехо                         |
| 1970.      | Сам човјек ТВ филм                |                              |
| 1970.      | Сам човјек ТВ серија              |                              |
| 1970.      | Иду дани                          | Човек који чека              |
| 1970.      | Љубав на брачни начин (ТВ серија) |                              |
| 1970.      | Са друге стране                   | Дамјан                       |
| 1970.      | Лисице                            | Муса                         |
| 1971.      | Наше мало мисто                   | Сервантес Тончи              |
| 1971.      | У гори расте зелен бор            | Иван                         |
| 1971.      | Мистерије организма               | Владимир Иљич                |
| 1972.      | Униформе (ТВ мини серија)         |                              |
| 1972.      | Мадлен, љубави моја!              |                              |
| 1972.      | Роман са контрабасом              |                              |
| 1972.      | Птичје купалиште                  | Франки                       |
| 1972.      | Путовање                          |                              |
| 1972.      | Грађани села Луга (серија)        | Војин                        |
| 1973.      | Оргуље и ватрогасци               | Тонко звани Тунте            |
| 1973.      | Пикник на фронту                  | Запо                         |
| 1973.      | Кужиш стари мој                   | Глиста                       |
| 1974.      | Психопати                         |                              |
| 1974.      | Каспар                            | Каспар Хаузер                |
| 1975.      | Последња утрка                    |                              |
| 1975.      | Зец                               | Фрајхер Хајнрих фон Дорингер |
| 1975.      | Вријеме ратно и поратно (серија)  |                              |
| 1976.      | Избавитељ                         | Иван Гајски                  |
| 1977.      | Зашто је пиле жуто а кока није    |                              |
| 1977.      | Човик и архитектура               | Новинар Дује                 |
| 1978.      | Случај Филипа Фрањића (ТВ)        |                              |
| 1978.      | Вучари Доње и Горње Полаче        | Мицур                        |
| 1978.      | Пријеки суд                       |                              |
| 1979.      | Тале (серија)                     | Хрсуз Халилчић               |
| 1979.      | Успорено кретање                  |                              |
| 1979.      | Посљедњи дан                      |                              |
| 1981.      | Ритам злочина                     | Ивица                        |
| 1981.      | Вело мисто (серија)               | Очалинко                     |
| 1982.      | Сервантес из Малог миста          | Сервантес                    |
| 1984.      | Необични сако                     |                              |
| 1984.      | Инспектор Винко (серија)          | Винко Маринић                |
| 1988.      | Загрљај (ТВ серија)               |                              |
| 1989.      | Човјек који је волио спроводе     | Филип Станић                 |
| 1990.      | Тражим сродну душу (серија)       | Фрањи Перчец                 |
| 1990.      | Орао                              | Кресо                        |
| 1990.      | Карневал, анђео и прах            |                              |
| 1991.      | Бужа                              |                              |
| 1992.      | Брод                              |                              |
| 1996.      | Како је почео рат на мом отоку    | Пјесник                      |
| 1996.      | Седма кроника                     | Магистер                     |
| 1997.      | Чудновате згоде шегрта Хлапића    | Глас Марковог оца            |
| 1999.      | Кад мртви запјевају               | Маринко                      |
| 1999.      | Маршал                            | Мартин                       |
| 1999.      | Четвероред                        |                              |
| 2002.      | Брод (ТВ)                         |                              |
| 2002.      | У сјени Грин Хила (ТВ)            | Бепо                         |
| 2002.      | Ново доба                         | Филип Гудић                  |
| 2002.      | Фине мртве дјевојке               | Блаж                         |
| 2003.      | Свјетско чудовиште                |                              |
| 2004.      | Визије Европе                     |                              |
| 2004.      | Дружба Исусова                    | Отац Иван                    |
| 2005.      | Пушча Бистра                      | Јоза                         |
| 2005.      | Што је мушкарац без бркова?       | Бискуп                       |
| 2005.      | Луда кућа (серија)                | Стјепан Мајер                |
| 2006.      | Трешета                           | Шарлија                      |
| 2007.      | Битанге и принцезе                | Раде Кобешчак                |
| 2007.      | Госпођа за прије                  | Фрањевац                     |
| 2004−2007. | Наша мала клиника                 | проф. др. Анте Гузина        |
| 2008.      | Гдје пингвини лете                | Станко                       |